# General MIDI
General MIDI (GM) ist eine Definition der MIDI-Schnittstellenbelegung für elektronische Musikinstrumente.
General MIDI standardisiert weit mehr als der generelle MIDI-Standard. Ist dieser mehr oder weniger eine Hardware- und Protokoll-Spezifikation, legt General-MIDI auch Inhalte fest. GM setzt dabei einen Mindeststandard für die Belegung der Instrumente auf den 128 Programmplätzen. Nach GM muss ein kompatibler Klangerzeuger mindestens 24 Noten gleichzeitig wiedergeben können. Ferner sind nach GM weitere Steuerungsparameter definiert, wie z. B. die Effektsteuerung.
GM wurde 1991 von der MIDI Manufacturers Association (MMA) und dem Japan MIDI Standards Committee (JMSC) als Erweiterung des MIDI-Standards festgelegt. 1999 wurde GM überarbeitet, was zu General MIDI 2 (GM 2) führte. 2001 wurde der General MIDI Lite (GM Lite) Standard herausgegeben, der für Geräte entwickelt wurde, die nicht den vollen Funktionsumfang von General MIDI realisieren können.
Neben GM existieren zu ähnlichem Zweck noch herstellereigene Standards, wie etwa der GS-Standard von Roland oder der XG-Standard von Yamaha. Beide bieten Möglichkeiten, die über General MIDI hinausgehen (XG etwa stellt 615 statt 128 Instrumente sowie weiter gehende Klangmanipulationen bereit), sind dabei aber weiterhin zum GM-Standard voll abwärtskompatibel. So ist es möglich, XG-, GS- und GM-komponierte Stücke mit teils qualitativen Einschränkungen auf jedem GM-Gerät wiederzugeben.

## Mindesteigenschaften
„General MIDI (version 1)“-kompatible Geräte müssen in der Lage sein:
- 24-stimmige parallele Tonerzeugung mit mindestens 16 Melodie- und 8-Perkussionsstimmen
- Empfang auf allen 16 MIDI-Kanälen mit Perkussion auf Kanal 10
- Polyphonie auf allen 16 Kanälen

## Parameter-Umsetzung
GM kompatible Geräte müssen folgende Standards für Programm und Controller-Eigenschaften einhalten:

### Programmbelegung
Im Folgenden eine Liste der Belegung der Programmplätze nach GM-Standard:
| Nr.                                                   | Hex              | Englisch                     | Deutsch                                                  |
| Piano = Klaviere                                      | Piano = Klaviere | Piano = Klaviere             | Piano = Klaviere                                         |
| ----------------------------------------------------- | ---------------- | ---------------------------- | -------------------------------------------------------- |
| 1                                                     | 00               | Acoustic Piano               | Konzertflügel                                            |
| 2                                                     | 01               | Bright Piano                 | Heller Flügel                                            |
| 3                                                     | 02               | Electric Grand Piano         | Elektrischer Flügel                                      |
| 4                                                     | 03               | Honky-tonk Piano             | Honky-Tonk-Klavier                                       |
| 5                                                     | 04               | Electric Piano 1             | Elektronisches Piano 1                                   |
| 6                                                     | 05               | Electric Piano 2             | Elektronisches Piano 2                                   |
| 7                                                     | 06               | Harpsichord                  | Cembalo                                                  |
| 8                                                     | 07               | Clavinet                     | Clavinet                                                 |
| Chromatic Percussion = Chromatische Schlaginstrumente |                  |                              |                                                          |
| 9                                                     | 08               | Celesta                      | Celesta                                                  |
| 10                                                    | 09               | Glockenspiel                 | Glockenspiel                                             |
| 11                                                    | 0A               | Music box                    | Spieldose                                                |
| 12                                                    | 0B               | Vibraphone                   | Vibraphon                                                |
| 13                                                    | 0C               | Marimba                      | Marimba                                                  |
| 14                                                    | 0D               | Xylophone                    | Xylophon                                                 |
| 15                                                    | 0E               | Tubular Bells                | Röhrenglocken                                            |
| 16                                                    | 0F               | Dulcimer or Santur           | Hackbrett oder Santur                                    |
| Organ = Orgeln                                        |                  |                              |                                                          |
| 17                                                    | 10               | Drawbar Organ                | Elektronische Zugriegelorgel                             |
| 18                                                    | 11               | Percussive Organ             | El. Orgel mit Percussion-Register                        |
| 19                                                    | 12               | Rock Organ                   | Rockorgel (Hammond-Orgel)                                |
| 20                                                    | 13               | Church organ                 | Kirchenorgel                                             |
| 21                                                    | 14               | Reed organ                   | Harmonium                                                |
| 22                                                    | 15               | Accordion                    | Akkordeon                                                |
| 23                                                    | 16               | Harmonica                    | Mundharmonika                                            |
| 24                                                    | 17               | Bandoneon or Tango Accordion | Bandoneon                                                |
| Guitar = Gitarren                                     |                  |                              |                                                          |
| 25                                                    | 18               | Acoustic Guitar (nylon)      | Akustische Gitarre (Nylon-Saiten)                        |
| 26                                                    | 19               | Acoustic Guitar (steel)      | Akustische Gitarre (Stahl-Saiten)                        |
| 27                                                    | 1A               | Electric Guitar (jazz)       | E-Gitarre (Jazz)                                         |
| 28                                                    | 1B               | Electric Guitar (clean)      | E-Gitarre (ohne Effekte)                                 |
| 29                                                    | 1C               | Electric Guitar (muted)      | E-Gitarre (gedämpft)                                     |
| 30                                                    | 1D               | Overdriven Guitar            | Übersteuerte Gitarre                                     |
| 31                                                    | 1E               | Distortion Guitar            | Verzerrte Gitarre                                        |
| 32                                                    | 1F               | Guitar harmonics             | Gitarrenflageoletts                                      |
| Bass                                                  |                  |                              |                                                          |
| 33                                                    | 20               | Acoustic Bass                | Kontrabass (gezupft)                                     |
| 34                                                    | 21               | Electric Bass (finger)       | E-Bass (Finger)                                          |
| 35                                                    | 22               | Electric Bass (pick)         | E-Bass (Plektrum)                                        |
| 36                                                    | 23               | Fretless Bass                | Bundloser Bass                                           |
| 37                                                    | 24               | Slap Bass 1                  | Geschlagener Bass 1                                      |
| 38                                                    | 25               | Slap Bass 2                  | Geschlagener Bass 2                                      |
| 39                                                    | 26               | Synth Bass 1                 | Synthesizer-Bass 1                                       |
| 40                                                    | 27               | Synth Bass 2                 | Synthesizer-Bass 2                                       |
| Strings = Streichinstrumente                          |                  |                              |                                                          |
| 41                                                    | 28               | Violin                       | Violine                                                  |
| 42                                                    | 29               | Viola                        | Bratsche                                                 |
| 43                                                    | 2A               | Cello                        | Violoncello                                              |
| 44                                                    | 2B               | Double bass or contrabass    | Kontrabass                                               |
| 45                                                    | 2C               | Tremolo Strings              | Tremolo-Streicher                                        |
| 46                                                    | 2D               | Pizzicato Strings            | Pizzicato-Streicher                                      |
| 47                                                    | 2E               | Orchestral Harp              | Orchesterharfe                                           |
| 48                                                    | 2F               | Timpani                      | Pauke                                                    |
| Ensemble                                              |                  |                              |                                                          |
| 49                                                    | 30               | String Ensemble 1            | Streicher-Ensemble 1                                     |
| 50                                                    | 31               | String Ensemble 2            | Streicher-Ensemble 2                                     |
| 51                                                    | 32               | Synth Strings 1              | Synthesizer-Streicher 1                                  |
| 52                                                    | 33               | Synth Strings 2              | Synthesizer-Streicher 2                                  |
| 53                                                    | 34               | Voice Aahs                   | Stimme „Aah“                                             |
| 54                                                    | 35               | Voice Oohs or Doos           | Stimme „Ooh“ oder „Duh“                                  |
| 55                                                    | 36               | Synth Voice                  | Synthesizer-Stimme                                       |
| 56                                                    | 37               | Orchestra Hit                | Orchestra Hit, Orchestersample (Staccato)                |
| Brass = Blechblasinstrumente                          |                  |                              |                                                          |
| 57                                                    | 38               | Trumpet                      | Trompete                                                 |
| 58                                                    | 39               | Trombone                     | Posaune                                                  |
| 59                                                    | 3A               | Tuba                         | Tuba                                                     |
| 60                                                    | 3B               | Muted Trumpet                | Gedämpfte Trompete                                       |
| 61                                                    | 3C               | French horn                  | Horn                                                     |
| 62                                                    | 3D               | Brass Section                | Blechbläser-Ensemble                                     |
| 63                                                    | 3E               | Synth Brass 1                | Synthesizer-Blechbläser 1                                |
| 64                                                    | 3F               | Synth Brass 2                | Synthesizer-Blechbläser 2                                |
| Reed = Zungen-Instrumente                             |                  |                              |                                                          |
| 65                                                    | 40               | Soprano Sax                  | Sopransaxophon                                           |
| 66                                                    | 41               | Alto Sax                     | Altsaxophon                                              |
| 67                                                    | 42               | Tenor Sax                    | Tenorsaxophon                                            |
| 68                                                    | 43               | Baritone Sax                 | Baritonsaxophon                                          |
| 69                                                    | 44               | Oboe                         | Oboe                                                     |
| 70                                                    | 45               | English Horn                 | Englischhorn                                             |
| 71                                                    | 46               | Bassoon                      | Fagott                                                   |
| 72                                                    | 47               | Clarinet                     | Klarinette                                               |
| Pipe = Pfeifen, Holzblasinstrumente                   |                  |                              |                                                          |
| 73                                                    | 48               | Piccolo                      | Piccoloflöte                                             |
| 74                                                    | 49               | Flute                        | Querflöte                                                |
| 75                                                    | 4A               | Recorder                     | Blockflöte                                               |
| 76                                                    | 4B               | Pan Flute                    | Panflöte                                                 |
| 77                                                    | 4C               | Blown Bottle                 | Geblasene Flasche                                        |
| 78                                                    | 4D               | Shakuhachi                   | Shakuhachi                                               |
| 79                                                    | 4E               | Whistle                      | Pfeifen                                                  |
| 80                                                    | 4F               | Ocarina                      | Okarina                                                  |
| Synth Lead = Synthesizer-Lead                         |                  |                              |                                                          |
| 81                                                    | 50               | Lead 1 (square)              | Lead 1 (Rechteckschwingung)                              |
| 82                                                    | 51               | Lead 2 (sawtooth)            | Lead 2 (Sägezahnschwingung)                              |
| 83                                                    | 52               | Lead 3 (calliope)            | Lead 3 (Dampforgel)                                      |
| 84                                                    | 53               | Lead 4 (chiff)               | Lead 4 (chiff)                                           |
| 85                                                    | 54               | Lead 5 (charang)             | Lead 5 (charang)                                         |
| 86                                                    | 55               | Lead 6 (voice)               | Lead 6 (Chor)                                            |
| 87                                                    | 56               | Lead 7 (fifths)              | Lead 7 (mit Quinten)                                     |
| 88                                                    | 57               | Lead 8 (bass + lead)         | Lead 8 (mit Bass)                                        |
| Synth Pad = Synthesizer-Begleitung                    |                  |                              |                                                          |
| 89                                                    | 58               | Pad 1 (Fantasia)             | Pad 1 (Fantasia)                                         |
| 90                                                    | 59               | Pad 2 (warm)                 | Pad 2 (warm)                                             |
| 91                                                    | 5A               | Pad 3 (polysynth)            | Pad 3 (polyphoner Synthesizer)                           |
| 92                                                    | 5B               | Pad 4 (choir)                | Pad 4 (Chor)                                             |
| 93                                                    | 5C               | Pad 5 (bowed)                | Pad 5 (Glasharmonika)                                    |
| 94                                                    | 5D               | Pad 6 (metallic)             | Pad 6 (metallisch)                                       |
| 95                                                    | 5E               | Pad 7 (halo)                 | Pad 7                                                    |
| 96                                                    | 5F               | Pad 8 (sweep)                | Pad 8 (Pad mit Filtersweep)                              |
| Synth Effects = Synthesizer-Effekte                   |                  |                              |                                                          |
| 97                                                    | 60               | FX 1 (rain)                  | FX 1 (Regen)                                             |
| 98                                                    | 61               | FX 2 (soundtrack)            | FX 2 (Pad mit Quinte)                                    |
| 99                                                    | 62               | FX 3 (crystal)               | FX 3 (Kristall, Syntesizer-Glocke)                       |
| 100                                                   | 63               | FX 4 (atmosphere)            | FX 4 (Atmosphäre, enthält einen gitarrenähnlichen Klang) |
| 101                                                   | 64               | FX 5 (brightness)            | FX 5                                                     |
| 102                                                   | 65               | FX 6 (goblins)               | FX 6 (Kobolde)                                           |
| 103                                                   | 66               | FX 7 (echoes)                | FX 7 (Echos)                                             |
| 104                                                   | 67               | FX 8 (sci-fi)                | FX 8 (Science-Fiction)                                   |
| Ethnic = Traditionelle Instrumente                    |                  |                              |                                                          |
| 105                                                   | 68               | Sitar                        | Sitar                                                    |
| 106                                                   | 69               | Banjo                        | Banjo                                                    |
| 107                                                   | 6A               | Shamisen                     | Shamisen                                                 |
| 108                                                   | 6B               | Koto                         | Koto                                                     |
| 109                                                   | 6C               | Kalimba                      | Mbira                                                    |
| 110                                                   | 6D               | Bagpipe                      | Dudelsack                                                |
| 111                                                   | 6E               | Fiddle                       | Fiddle                                                   |
| 112                                                   | 6F               | Shanai                       | Shehnai                                                  |
| Percussive = Perkussion                               |                  |                              |                                                          |
| 113                                                   | 70               | Tinkle Bell                  | Windspiel                                                |
| 114                                                   | 71               | Agogo                        | Agogô                                                    |
| 115                                                   | 72               | Steel Drums                  | Stahltrommel                                             |
| 116                                                   | 73               | Woodblock                    | Holzblock                                                |
| 117                                                   | 74               | Taiko Drum                   | Taiko                                                    |
| 118                                                   | 75               | Melodic Tom                  | Tomtom                                                   |
| 119                                                   | 76               | Synth Drum                   | Synthesizer-Trommel                                      |
| 120                                                   | 77               | Reverse Cymbal               | Becken, rückwärts abgespielt                             |
| Sound effects = Soundeffekte                          |                  |                              |                                                          |
| 121                                                   | 78               | Guitar Fret Noise            | Geräusch der Finger auf den Saiten über den Bünden       |
| 122                                                   | 79               | Breath Noise                 | Atemgeräusche                                            |
| 123                                                   | 7A               | Seashore                     | Meeresgeräusche                                          |
| 124                                                   | 7B               | Bird Tweet                   | Vogelzwitschern                                          |
| 125                                                   | 7C               | Telephone Ring               | Telefonklingeln                                          |
| 126                                                   | 7D               | Helicopter                   | Helikopter                                               |
| 127                                                   | 7E               | Applause                     | Applaus                                                  |
| 128                                                   | 7F               | Gunshot                      | Pistolenschuss                                           |

Die Drumkits im GM-Standard (immer auf Kanal 10):
| Drums: 01 Standard Kit 09 Room Kit 017 Power Kit 025 Electronic Kit 026 TR-808 Kit 033 Jazz Kit 041 Brush Kit 049 Orchestra Kit 057 Sound FX Kit 0128 Percussion |

### Perkussionsklänge

GM Standard Drum Map

Kanal 10 ist den Perkussions- und Schlagzeugklängen vorbehalten:
| 35 Bass Drum 2 36 Bass Drum 1 37 Side Stick 38 Snare Drum 1 39 Hand Clap 40 Snare Drum 2 41 Low Tom 2 42 Closed Hi-hat 43 Low Tom 1 44 Pedal Hi-hat 45 Mid Tom 2 46 Open Hi-hat 47 Mid Tom 1 48 High Tom 2 49 Crash Cymbal 1 50 High Tom 1 51 Ride Cymbal 1 52 Chinese Cymbal 53 Ride Bell 54 Tambourine 55 Splash Cymbal 56 Cowbell 57 Crash Cymbal 2 58 Vibra Slap | 59 Ride Cymbal 2 60 High Bongo 61 Low Bongo 62 Mute High Conga 63 Open High Conga 64 Low Conga 65 High Timbale 66 Low Timbale 67 High Agogo 68 Low Agogo 69 Cabasa 70 Maracas 71 Short Whistle 72 Long Whistle 73 Short Guiro 74 Long Guiro 75 Claves 76 High Wood Block 77 Low Wood Block 78 Mute Cuica 79 Open Cuica 80 Mute Triangle 81 Open Triangle |

### Controller-Parameter
GM spezifiziert auch die Controller-Parameter:
```
0
0
1 
Modulation

0
0
7 Volume

0
10 Pan

0
11 Expression

0
64 Sustain
121 Reset all controllers
123 All notes off
```

Ferner sind folgende Registered Parameter Numbers (RPNs) standardisiert:
```
0
0
0 Pitch bend range

0
0
1 Fine tuning

0
0
2 Coarse tuning
```

### System-Exclusive-Nachrichten
Zwei GM-System-Exclusive-(“sysex”)-Nachrichten sind definiert: eine, um die GM-Funktionalität ein- oder auszuschalten, die andere, um die Gesamtlautstärke des Geräts zu steuern.